# Moti (ostrov)
Moti (nebo také Motir) je ostrov a dlouhodobě nečinná sopka, nacházející se v Moluckém moři v Indonésii. 5 km široký ostrov oválného tvaru je ve skutečnosti pouze vrchol podmořského vulkánu, jehož dolní část je skrytá pod hladinou moře. Kdy došlo k poslední erupci, není známo. Odhady hovoří o holocénu.